# Zvonimir Soldo
Zvonimir Soldo est un footballeur international et entraîneur croate né le 2 novembre 1967 à Zagreb. Il évoluait au poste de milieu défensif.

## Biographie
Reconverti au poste d'entraîneur à la fin de sa carrière, il succéda à Branko Ivanković au Dinamo Zagreb le 14 janvier 2008. Après avoir remporté le doublé Coupe - Championnat, il donna sa démission le lendemain de la finale de la Coupe ; son successeur ne fut autre que Branko Ivanković. Il fut ensuite l'entraineur du 1. FC Cologne en 2009. Mais il fut licencié à sa deuxième saision en tant qu'entraineur au bout de 9 journées après le début de saison catastrophique de son équipe (avant-dernier avec 1v. 2n. et 6d.)

## Palmarès

### En tant que joueur
- Inker Zaprešić 
  - Vainqueur de la Coupe de Croatie en 1992.
- Croatia Zagreb 
  - Champion de Croatie en 1996.
  - Vainqueur de la Coupe de Croatie en 1996.
- VfB Stuttgart 
  - Vainqueur de la Coupe d'Allemagne en 1997.
  - Finaliste de la Coupe d'Europe des vainqueurs de coupe en 1998.
- Croatie 
  - Troisième de la Coupe du monde 1998.

### En tant qu'entraîneur
- Dinamo Zagreb 
  - Champion de Croatie en 2008.
  - Vainqueur de la Coupe de Croatie en 2008.